# Euxoa specialis
Euxoa specialis là một loài bướm đêm trong họ Noctuidae.